# Кузьмин, Александр Герасимович
Александр Герасимович Кузьмин (1878—?) — генерал-майор, командир 6-го гренадерского Таврического полка, начальник штаба Гренадерского корпуса, участник Первой мировой войны.

## Биография
Александр Герасимович Кузьмин родился 30 августа 1878 года. Православный. Образование получил в Саратовском Александро-Мариинском реальном училище и Московском военном училище, из которого выпущен подпоручиков в 1901 году в лейб-гвардии пехотный Резервный полк (позже — лейб-гвардии Стрелковый полк). В 1907 г. окончил Николаевскую академию Генерального штаба. Цензовое командование ротой отбывал в период с 01.11.1907 — 01.11.1909 годы в лейб-гвардии Стрелковом полку. Затем последовательно назначался обер-офицером для поручений при штабе 2-го Сибирского армейского корпуса (26.11.1909 — 24.12.1910 годы), помощником старщего адъютанта штаба Иркутского военного округа (24.12.1910 — 05.12.1912 годы), и.д. штаб-офицера для поручений при штабе Иркутского военного округа (05.12.1912 — 04.05.1913 годы), помощником делопроизводителя Главного управления Генерального штаба (с 04.05.1913 г.).
Участник Первой мировой войны. На начальном периоде военных действий с 01.05.1915 по 20.09.1916 годы был назначен и.д. начальника штаба 81-й пехотной дивизии. Затем был командиром 6-го гренадерского Таврического полка (20.09.1916 — 23.05.1917 годы). В сентябре 1917 года назначен начальником штаба Гренадерского корпуса. После октября 1917 г. — помощник делопроизводителя Главного управления Генерального Штаба (с 30.01.1918 года). В ноябре — декабре 1918 года арестовывался органами ЧК. Состоял в резерве Московского военного округа (на 15.11.1919 г.). Уволен от службы (на 30.10.1920 г.). Дальнейшая судьба не известна.
- Чины:

В службу вступил 31.08.1899 г.
1901 г. — подпоручик
12.08.1905 г. — поручик
07.05.1907 г. — штабс-капитан гвардии с переименованием в капитаны Генерального Штаба
06.12.1913 г. — подполковник
06.12.1915 г. — полковник
21.11.1917 г. — генерал-майор

## Награды
- Орден Святой Анны 4-й степени — 04.05.1916 г.
- Орден Святой Анны 3-й степени — 06.12.1911 г.
- Орден Святой Анны 2-й степени с мечами — 13.08.1916 г.
- Орден Святого Станислава 3-й степени с мечами и бантом — 1907 г.
- Орден Святого Станислава 2-й степени с мечами — 03.10.1916 г.
- Орден Святого Владимира 4-й степени с мечами и бантом — 14.11.1916 г.